# Lihula (comune rurale)
Lihula è un comune rurale dell'Estonia occidentale, nella contea di Läänemaa. Il centro amministrativo è l'omonima città (in estone linn).

## Località
Oltre al capoluogo, il comune comprende 25 località (in estone küla):
Alaküla, Hälvati, Järise, Kelu, Kirbla, Kirikuküla, Kloostri, Kunila, Lautna, Matsalu, Meelva, Metsküla, Pagasi, Parivere, Penijõe, Petaaluse, Poanse, Rumba, Saastna, Seira, Tuhu, Tuudi, Vagivere, Valuste, Võhma.